# Stemmiulus furcosus
Stemmiulus furcosus är en mångfotingart. Stemmiulus furcosus ingår i släktet Stemmiulus och familjen Stemmiulidae. Inga underarter finns listade i Catalogue of Life.